# Apophua maetai
Apophua maetai là một loài tò vò trong họ Ichneumonidae.